# Mael
Mael è un personaggio immaginario della saga delle Cronache dei vampiri di Anne Rice. Appare per la prima volta in Scelti dalle tenebre.

## Vicende di Mael
Mael viene menzionato per la prima volta nel secondo libro delle Cronache, Scelti dalle tenebre, quando Marius racconta a Lestat una parte della sua storia e fa il nome di altri “figli dei millenni” come Pandora ed appunto Mael.
In particolare Mael era il capo druido che rapì Marius per farlo diventare il nuovo “dio della foresta”, cioè in un vampiro da loro venerato.
Dopo la trasformazione Marius però riesce a fuggire, perciò è lo stesso Mael che viene portato nella Britannia da Avicus, per essere trasformato al posto di Marius e per diventare a sua volta il nuovo “dio della foresta”, ma entrambi fuggono.
Nel terzo libro si incontra di nuovo Mael, che è ormai diventato un compagno fisso di Maharet, il quale protegge la sua discendente mortale Jesse. Egli è presente quando Maharet racconta la sua storia a Jesse e poi più tardi quando c'è lo scontro con Akasha.
Riappare quindi verso la fine del libro Memnoch il diavolo, quando Lestat riporta il velo della Veronica causando un notevole caos tra mortali e vampiri. Mael racconta a Lestat ed a David Talbot la sua intenzione di bruciarsi nel sole per raggiungere Dio, ma il suo tentativo non ha successo, per il fatto che lui è ormai diventato troppo potente.
Ne Il vampiro Marius, Mael ha una parte più cospicua. Viene raccontato come egli, ancora in compagnia di Avicus, si incontrò con Marius a Roma, verso il periodo finale dell'Impero Romano. A Roma Marius e Mael iniziano una collaborazione piuttosto tesa, a causa dei loro precedenti, mentre Avicus cerca di appianare i loro contrasti. Ma questi tre vampiri antichi sono costretti a rimanere alleati per contrastare le sette di giovani vampiri, dedite a un culto del Diavolo e che vogliono bere il sangue di "Coloro-che-Devono-Essere-Conservati".
Ad un certo momento, per far guarire Mael dalle ferite provocate dai vampiri giovani, Marius gli dona una parte del suo sangue più potente e con esso la conoscenza di “Coloro-che-Devono-Essere-Conservati”. Mael si infuria per essere stato tenuto all'oscuro di questo segreto, riacutizzando perciò la sua animosità verso Marius. Quest'ultimo perciò li porta alla presenza dei Divini Genitori e Mael tenta di bere da Akasha, ma Enkil interviene e quasi lo uccide.
Alla caduta di Roma, Marius cade preda di un sonno irresistibile e Mael ed Avicus cercano invano di risvegliarlo. Dopo un secolo finalmente Marius si risveglia e si trasferiscono tutti e tre a Costantinopoli, ma subito dopo si separano, per poi incontrarsi nuovamente nell'epoca contemporanea.